# Julia Nesheiwat
Julia Nesheiwat est une universitaire et ancienne fonctionnaire américaine, qui a occupé le poste de 10e conseiller à la sécurité intérieure dans la présidence Trump de 2020 à 2021. Elle a également servi sous les administrations Bush et Obama.

## Jeunesse et éducation
Fille de parents immigrés chrétiens jordaniens, Julia Nesheiwat est l'une des cinq enfants et a grandi à Umatilla, en Floride. Elle a obtenu un Bachelor of Arts de l'université Stetson, un Master of Arts de l'université de Georgetown et un doctorat de l'Institut de technologie de Tōkyō,. Elle est la sœur de Jaclyn Stapp et Janette Nesheiwat.

## Carrière

### Service militaire
Julia Nesheiwat a intégré l'armée américaine en 1997 en tant qu'officier du renseignement militaire, atteignant le grade de capitaine avant de quitter le service. Elle a effectué plusieurs déploiements consécutifs et a reçu la Bronze Star Medal pour son soutien aux opérations Enduring Freedom et Iraqi Freedom. Elle a ensuite occupé des postes de haut niveau dans une commission de la Maison-Blanche, au sein du Office of the Director of National Intelligence et dans divers rôles économiques et de sécurité nationale au département d'État des États-Unis, sous les administrations Bush, Obama et Trump.

### Universitaire
Après avoir obtenu son doctorat en sciences et ingénierie, Julia Nesheiwat a donné des conférences sur la géopolitique de l'énergie, du climat et de la technologie au XXIe siècle, à la Naval Postgraduate School (département des affaires de sécurité nationale), à l'université Stanford et à l'université de Californie à San Diego.

### Service gouvernemental
Nesheiwat a été membre du Council on Foreign Relations et a siégé au conseil consultatif du Forum économique mondial,. Elle a également siégé au conseil consultatif pour l'énergie propre du Forum et a été nommée secrétaire adjointe du département d'État pour le Bureau des ressources énergétiques. Elle a également été conseillère en politique énergétique au Bureau économique du département, membre ex officio du Florida Ocean Alliance, et ambassadrice mondiale pour le World Green Building Council,.
Nesheiwat a participé à des efforts pour tenir les familles informées et obtenir la libération de citoyens américains retenus en otage à l'étranger, grâce à un nouveau bureau en collaboration avec le Hostage Recovery Fusion Cell qui regroupe des ressources du département de la Défense, du département d'État, de la CIA et du département du Trésor des États-Unis. Elle a été envoyée présidentielle adjointe pour les affaires d'otages d'août 2015 à août 2019,.
En août 2019, le gouverneur de Floride, Ron DeSantis, a nommé Nesheiwat comme première Chief Resilience Officer de l'État,. Floride est seulement le troisième État (après le Rhode Island et l'Oregon), à disposer de bureaux de résilience dirigés par des responsables rapportant directement au gouverneur. À ce poste, elle était chargée de préparer la Floride aux impacts environnementaux, physiques et économiques de l'élévation du niveau de la mer, confirmés par une évaluation climatique nationale de 2014. Nesheiwat soutient le consensus scientifique sur le changement climatique et son impact sur l'État de Floride,.
Le président Trump a nommé Nesheiwat à la Maison-Blanche en février 2020 en tant que quatrième conseillère à la sécurité intérieure. Elle succède à l'amiral Peter J. Brown, qui a été muté comme représentant principal du président à Porto Rico.